# Radio HSR (Sydsjælland)
 Denne artikel omhandler en lokalradio på Sydsjælland. Opslagsordet har også en anden betydning, se Radio HSR (Storkøbenhavn).
Radio HSR (Hele Sydsjælland's Radio) er en radiokanal på Sydsjælland, der gik i luften den 9. september 2009. LUKKET 1/1-2019
Radio HSR var en non-commercial radiostation som holder til i landsbyen Ørslev 4 km nord for Vordingborg. Stationen var startet af frivillige fra den tidligere lokalradio Radio Valde i Vordingborg. Radio HSR spillet alle de store hits fra 60-70-80-90 & 2000´erne...Nogle af årtierne bliver special behandlet i div.programmer som 70´er timen & Hithouse.
Målgruppen for radioen var 30+